# NGC 5643
NGC 5643 est une galaxie spirale barrée située dans la constellation du Loup. NGC 5643 a été découverte par l'astronome écossais James Dunlop en 1826.

## Caractéristiques
Sa vitesse par rapport au fond diffus cosmologique est de 1 400 ± 14 km/s, ce qui correspond à une distance de Hubble de 20,64 ± 1,46 Mpc (∼67,3 millions d'al).
La classe de luminosité de NGC 5643 est III et elle présente une large raie HI. C'est aussi une galaxie active de type Seyfert 2. La luminosité de NGC 5643 dans l'infrarouge lointain (de 40 à 400 µm)  est égale à 1,20 × 1010 {\displaystyle L_{\odot }} (1010,08{\displaystyle L_{\odot }}) et sa luminosité totale dans l'infrarouge (de 8 à 1 000 µm) est de 1,74 × 1010 {\displaystyle L_{\odot }} (1010,24{\displaystyle L_{\odot }}).
Au début des années 2000, on a découvert des masers d'eau dans sept galaxies à noyau actif (AGN) : NGC 2824, NGC 2979, NGC 5643, NGC 6300, NGC 6926, ESO 269-G012 et IRAS  F19370-131.
À ce jour, huit mesures non basées sur le décalage vers le rouge (redshift) donnent une distance de 11,441 ± 2,576 Mpc (∼37,3 millions d'al), ce qui est nettement à l'extérieur des valeurs de la distance de Hubble. Étant donné que cette galaxie est relativement près du Groupe local, il est probable que cette distance soit plus près de sa distance réelle. Notons cependant que c'est avec la valeur moyenne des mesures indépendantes, lorsqu'elles existent, que la base de données NASA/IPAC calcule le diamètre d'une galaxie.

## Morphologie

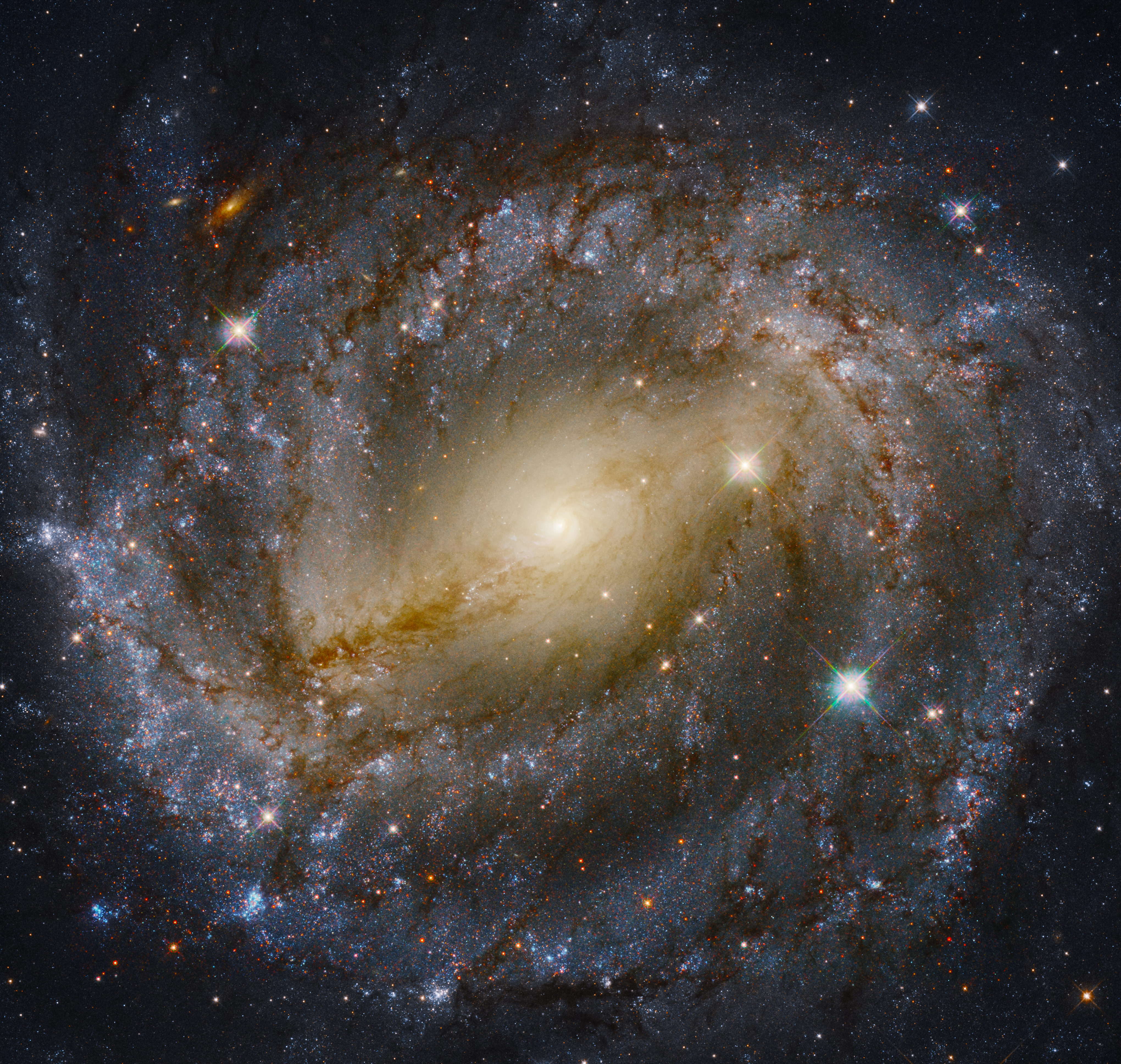
NGC 5643 par le télescope spatial Hubble.

NGC 5643 a été utilisée par Gérard de Vaucouleurs comme une galaxie de type morphologique SAB(rs)c dans son atlas des galaxies,.
Dans la  bande K infrarouge, NGC 5643 présente une barre centrale de  67 secondes d'arc dont l'ellipticité maximale est de 0,62. L'angle de position de celle-ci est de 85°.
Eskridge, Frogel et Pogge ont publié un article en 2002 décrivant la morphologie de 205 galaxies spirales ou lenticulaires rapprochées. Les observations ont été réalisées dans la bande H de l'infrarouge et dans la bande B (le bleu). Selon Eskridge et ses collègues, NGC 5643 est une galaxie spirale de type SAB(r)b dans la bande B et de type SB(r)a dans la bande H. Cette galaxie présente un noyau brillant encastré dans un bulbe légèrement elliptique. Le bulbe est traversé par un étroite barre proéminente. Les axes principaux de la barre et du bulbe font un angle d'environ 30° entre eux. Le bulbe présente un torsion isophotale qui fait en sorte, qu'à faible intensité de surface, il existe un alignement entre celui-ci et la barre. Les bras spiraux commencent aux extrémités de la barre. La spirale de la galaxie est asymétrique et floconneuse, mais on peut observer ses caractéristiques sur plusieurs enroulements. Les bras présentent de nombreuses régions de formation d'étoiles est une structure filamenteuse.

## Trou noir supermassif
Selon une étude réalisée  en 2007 auprès de 90 galaxies de type Seyfert 2 utilisant la dispersion des vitesses a permis d'estimer la masse des trous noirs supermassifs centraux de celles-ci. Pour NGC 5643, la masse du trou noir est égale à 2,8 × 106 {\displaystyle M_{\odot }} (106,44).
Selon une autre étude publiée en 2009 et basée sur la vitesse interne de la galaxie mesurée par le télescope spatial Hubble, la masse du trou noir supermassif au centre de NGC 5643 serait comprise entre 3,1 millions et 47 millions de {\displaystyle M_{\odot }}.
Selon les auteurs d'une troisième étude publiée en 2012, la connaissance de la masse d'un trou noir central et du taux d'accrétion par celui-ci permet d'estimer le taux de formation d'étoiles dans la région centrale des galaxies de type Seyfert. Ce taux pour NGC 5631 serait à l'intérieur et à l'extérieur d'un rayon de 1 kpc respectivement de 0,013 {\displaystyle M_{\odot }}/an  et de 0,031 {\displaystyle M_{\odot }}/an
.

## Supernova
La supernova SN 2013aa a été découverte dans NGC 5643 le 13 février 2013 par l'astronome amateur néo-zélandais Stu Parker l'un des membres du groupe BOSS (BOSS-Backyard Observatory Supernova Search). Cette supernova était de type Ia.